# Saint-Germain-le-Guillaume
Saint-Germain-le-Guillaume là một xã của tỉnh Mayenne, thuộc vùng Pays de la Loire, tây bắc nước Pháp.